# ボイスコール
ボイスコールとは、郵便局、銀行、駅のみどりの窓口、旅行代理店などで広く使われている、整理券発行機。

## 概要
お客さまの順番整理に用いられる。お客さまが番号札を引くと、次の番号札が自動的にでてくる。この番号順に来場者の受付をする。機器本体には数字により、待ち人数または予想待ち時間が表示される。自動音声で番号の呼び出しをするので、ボイスコールという。日計、月計のデータを取ることも可能。用紙は白地のものがよく使われるが、銀行によっては自行オリジナルの用紙を使うこともある。

## 用紙
中に感熱式ロール紙が入っており、サーマル（感熱）により印字される。

## 自動音声（一例）
- お待たせいたしました。762番のカードをお持ちのお客さま、6番の窓口までお越しください。（銀行や郵便局などで多く採用）
- 受付番号、763番をお持ちのお客さま、7番の窓口までお越しください。
- 通常の待ち時間の場合

お待たせいたしました。764番のカードをお持ちのお客さま、8番の窓口までお越しください。
- 待ち時間が通常より長い場合

大変お待たせいたしました。765番のカードをお持ちのお客さま、9番の窓口までお越しください。
待ち時間が通常より長い場合、「大変お待たせいたしました。」という音声ガイダンスは事前に設定が可能となっている。